# Alopecosa alpicola
Alopecosa alpicola este o specie de păianjeni din genul Alopecosa, familia Lycosidae. A fost descrisă pentru prima dată de Simon, 1876.

## Subspecii
Această specie cuprinde următoarele subspecii:
- A. a. soriculata
- A. a. vidua